# Сатара
Сатара (маратхі सातारा) — місто в індійському штаті Махараштра. Є адміністративним центром однойменного округу.

## Клімат
Місто знаходиться у зоні, котра характеризується мусонним кліматом. Найтепліший місяць — травень із середньою температурою 29.2 °C (84.5 °F). Найхолодніший місяць — січень, із середньою температурою 23.2 °С (73.7 °F).
| Клімат Сатари           | Клімат Сатари | Клімат Сатари | Клімат Сатари | Клімат Сатари | Клімат Сатари | Клімат Сатари | Клімат Сатари | Клімат Сатари | Клімат Сатари | Клімат Сатари | Клімат Сатари | Клімат Сатари | Клімат Сатари |
| Показник                | Січ.          | Лют.          | Бер.          | Квіт.         | Трав.         | Черв.         | Лип.          | Серп.         | Вер.          | Жовт.         | Лист.         | Груд.         | Рік           |
| Середній максимум, °C   | 30            | 30,8          | 32,7          | 33,9          | 34,1          | 30,7          | 28,3          | 28            | 28,9          | 31,2          | 31,1          | 30,3          | 30,8          |
| Середня температура, °C | 23,2          | 23,9          | 26,4          | 28,4          | 29,2          | 27            | 25,5          | 25,3          | 25,4          | 26,3          | 25            | 23,7          | 25,8          |
| Середній мінімум, °C    | 16,4          | 17            | 20            | 22,9          | 24,4          | 23,4          | 22,7          | 22,6          | 21,9          | 21,4          | 19            | 17,1          | 20,7          |
| Норма опадів, мм        | 0.2           | 0.3           | 2.2           | 13.9          | 37.8          | 410.2         | 580.6         | 348.2         | 210.7         | 99.6          | 38.9          | 6.5           | 1749.1        |
| ----------------------- | ------------- | ------------- | ------------- | ------------- | ------------- | ------------- | ------------- | ------------- | ------------- | ------------- | ------------- | ------------- | ------------- |
| Джерело: Weatherbase    |               |               |               |               |               |               |               |               |               |               |               |               |               |